# Frédéric de Coninck
Frédéric de Coninck, född 1740 i Haag, död 1811, var en nederländsk handelsman verksam i Danmark.
de Coninck kom 1763 till Köpenhamn, där han grundade en rederi- och handelsverksamhet med produkter från utlandet. Han förstod till det yttersta att utnyttja de fördelar som tidens krig förde med sig för det neutrala Danmarks handel, och blev med en flotta på 64 fartyg en av landets största redare.
Under och efter Englandskrigen (1807-1814) kom de Conincks företag i svårigheter, och 1822 tvingades företaget avsluta sin verksamhet.